# Салсаш
Салсаш (порт. Salsas) — район (фрегезия) в Португалии, входит в округ Браганса. Является составной частью муниципалитета Браганса. По старому административному делению входил в провинцию Траз-уж-Монтиш и Алту-Дору. Входит в экономико-статистический субрегион Алту-Траз-уш-Монтеш, который входит в Северный регион. Население составляет 424 человека на 2001 год. Занимает площадь 25,76 км².
Покровителем района считается Николай Чудотворец (порт. São Nicolau).